# Bembidion nigrocoeruleum
Bembidion nigrocoeruleum är en skalbaggsart som beskrevs av Hayward. Bembidion nigrocoeruleum ingår i släktet Bembidion och familjen jordlöpare. Inga underarter finns listade i Catalogue of Life.